# عبارة (لغة)
العبارة في اللغة، هي جملة صغيرةٌ دالَّة على معنًى؛ في هذا المعنى هو تقريبا مرادفا التعبير. في التحليل اللغوي، وهو عبارة مجموعة من الكلمات (أو ربما كلمة واحدة) وظائف التأسيسية في الجملة من الجملة، وحدة واحدة داخل النحوية الهرمي. عبارة تظهر عادة في غضون شرط، ولكن من الممكن أيضا عبارة أن يكون شرطا أو بندا.

## مشتركة وتقنية استخدام
هناك فرق بين الشائعة استخدام مصطلح العبارة و استخدام التقنية في علم اللغة. في الاستعمال الشائع، وهي عبارة عادة ما تكون مجموعة من الكلمات مع بعض خاصة الاصطلاحية معنى أو دلالة أخرى، مثل "جميع الحقوق محفوظة", "اقتصادية مع الحقيقة", "ركلة دلو". قد يكون كناية، القول أو المثل، ثابت التعبير، تعبير, الخ.
في التحليل النحوي، خاصة في نظريات بناء الجملة، العبارة هي أي مجموعة من الكلمات، أو في بعض الأحيان كلمة واحدة، والتي بدور خاص داخل النحوية بنية الجملة. فإنه لا يكون لها أي معنى أو مغزى أو حتى موجودة في أي مكان خارج من الجملة التي يجري تحليلها، ولكن يجب أن وظيفة هناك النحوية كاملة الوحدة. على سبيل المثال، في جملة أمس رأيت الطيور البرتقالي مع الأبيض الرقبة عبارة البرتقال الطيور مع الأبيض الرقبة شكل ما يسمى جملة اسمية، أو قدير العبارة في بعض النظريات، الذي يعمل بمثابة كائن من الجملة.
المنظرين من جملة تختلف في بالضبط ما يعتبرونه عبارة; ومع ذلك، عادة ما يشترط أن يكون التأسيسية الجملة في أنه يجب أن يشمل جميع التوابع من الوحدات التي يحتوي عليها. وهذا يعني أن بعض التعبيرات التي يمكن أن يسمى العبارات في اللغة اليومية ليست عبارات بالمعنى التقني. على سبيل المثال في الجملة لا أستطيع طرح مع أليكس، الكلمات طرح مع (معنى 'تحمل') قد يتم الإشارة إليها في لغة مشتركة مثل عبارة (التعبيرات الإنجليزية مثل هذا كثيرا ما تسمى أشباه الجمل الفعلية) ولكن من الناحية الفنية لا تشكل جملة كاملة لأنها لا تشمل أليكسالذي هو تكملة حرف الجر مع.

## رؤساء المعالين
في التحليل النحوي، معظم العبارات تحتوي على كلمة رئيسية تحدد نوع واللغوية ملامح العبارة ؛ هذا هو المعروف الرأس-كلمة أو الرأس. فإن النحوية الفئة من الرأس يستخدم اسم فئة من العبارة ؛ على سبيل المثال، عبارة رأسه هو اسم تسمى جملة اسمية. تبقى الكلمات في العبارة تسمى التوابع من الرأس.
في العبارات التالية الرأس-كلمة أو الرأس، بالخط العريض:
أيضا ببطء — ظرف العبارة؛
الرأس هو ظرف.
جدا سعيدة — صفة العبارة؛
رئيس صفة.
ضخمة ديناصور — جملة اسمية؛ الرأس اسما (ولكن انظر أدناه من أجل قدير العبارة تحليل).
في الغداء — حرف جر العبارة؛
الرأس هو حرف الجر.
مشاهدة التلفزيون — الفعل عبارة (نائب الرئيس) ؛ الرأس هو الفعل.
الخمسة المذكورة أعلاه الأمثلة هي الأكثر شيوعا من العبارة أنواع ؛ ولكن من منطق رؤساء المعالين الآخرين يمكن أن يكون بشكل روتيني المنتجة. فعلى سبيل المثال،
العبارة:
قبل أن يحدث — العبارة ؛ الرأس هو إخضاع بالاشتراك—المرؤوسين المستقلة شرط
من خلال التحليل اللغوي هذا هو مجموعة من الكلمات التي يؤهل العبارة، ورئيس كلمة يعطي النحوية اسم العبارة، النحوية الفئة من عبارة بأكملها. ولكن هذه العبارة:"قبل أن يحدث", هو أكثر شيوعا المصنفة في القواعد، بما في ذلك الإنجليزية التقليدية قواعد النحو، جملة تابعة (أو تعتمد على شرط) ؛ ومن ثم وصفت لا كعبارة، ولكن شرط.
معظم النظريات من جملة رأي معظم العبارات مثل وجود رئيس، ولكن بعض غير برئاسة العبارات معترف بها. عبارة تفتقر إلى الرأس كما هو معروف، والعبارات مع رؤساء .

### الفئات الوظيفية
بعض النظريات الحديثة من جملة أعرض بعض الفئات الوظيفية في الرأس من عبارة بعض وظيفية كلمة أو البند الذي قد تكون سرية، أي أنه قد يكون بناء النظرية التي لا تظهر بشكل واضح في الجملة.
على سبيل المثال، في بعض النظريات عبارة مثل الرجل يؤخذ أن يكون قدير اللجنة رئيسا لها بدلا من اسم رجل – ومن ثم تصنف باعتبارها قدير العبارة بدلا من عبارة اسم. عندما اسما يستخدم في الجملة دون صريح قدير، (السرية) قد يكون افترض. من أجل مناقشة كاملة، انظر قدير العبارة.
نوع آخر هو إعرابي العبارة، حيث (على سبيل المثال) المحدودة الفعل العبارة هو أن يكون مكملا وظيفية، وربما سرية رئيس (الرمز إينفل...) والذي هو من المفترض أن ترميز متطلبات الفعل أن تمارسها – على اتفاق مع الموضوع (الذي هو محدد من إينفل...) متوترة و الجانب، إلخ. إذا كانت هذه العوامل على حدة، ثم أكثر فئات محددة قد تعتبر: متوترة العبارة، حيث الفعل العبارة هو تكملة مجردة "متوترة" العنصر ؛ جانب العبارة; اتفاق العبارة .
لمزيد من الأمثلة المقترحة هذه الفئات تشمل موضوع العبارة و التركيز العبارة التي يفترض أن تكون برئاسة العناصر التي ترميز الحاجة المكونة من الجملة إلى أن تكون علامة على الموضوع أو التركيز. ترى توليدي النهج القسم الأخير المقالة للحصول على التفاصيل.

## العبارة الأشجار
العديد من النظريات اللغوي والنحوي توضح بنية الجملة استخدام عبارة 'الأشجار'التي توفر الخطط لكيفية الكلمات في الجملة يتم تجميع و تتصل مع بعضها البعض. الأشجار تظهر الكلمات والعبارات في بعض الأحيان البنود التي تشكل الجمل. أي الجمع بين الكلمة التي تتطابق مع كامل الشجرة يمكن أن ينظر إلى العبارة.
هناك نوعان من إنشاء المتنافسة المبادئ لبناء الأشجار ؛ فإنها تنتج 'الدائرة' و 'التبعية' الأشجار وكلاهما يتضح هنا باستخدام على سبيل المثال الجملة. الدائرة الانتخابية على أساس شجرة على اليسار و التبعية القائمة على شجرة على اليمين:
شجرة على اليسار هو من الدوائر الانتخابية، هيكل العبارة النحويو الشجرة على اليمين هو من التبعية النحوي. العقدة التسميات في اثنين من الأشجار بمناسبة النحوية الفئة من مختلف مكوناتأو عناصر الجملة.
في الدائرة شجرة كل عبارة علامة الفعلية عقدة (نائب الرئيس) ؛ وهناك ثمانية العبارات التي حددها العبارة تحليل هيكل في المثال الجملة. ومن ناحية أخرى، فإن تبعية شجرة يحدد العبارة من قبل أي عقدة يمارس الاعتماد عليها، أو تسيطر عقدة أخرى. وباستخدام تحليل التبعية، هناك ستة العبارات في الجملة.
الأشجار وعبارة عن التهم تثبت نظريات مختلفة من الجملة تختلف في تركيبات كلمة يمكن اعتبارها عبارة. هنا الدائرة شجرة تحدد ثلاث عبارات التبعية شجرة لا، وهي: بيت في نهاية الشارع، في نهاية الشارعو النهاية. مزيد من التحليل، بما في ذلك عن كل قواعد النحو، يمكن أن تكون مصنوعة تجريبيا من خلال تطبيق دائرة الاختبارات.